# نارون ریزمیوه
نارون ریزمیوه (نام علمی: Ulmus microcarpa) نام یک گونه از سرده نارون است.